# John N. Cobb (R 552)
Le NOAA John N. Cobb (R 552) était un navire océanographique du National Oceanic and Atmospheric Administration (NOAA). Il porte le nom de l'ichtyologiste américain John Nathan Cobb (1868-1930).
Le John N. Cobb a été inscrit au Registre national des lieux historiques le 11 février 2009. Il est amarré au Goldstar Marina à Port Townsend.

## Service

Drapeau de la flotte de la NOAA.

Il a été construit à Tacoma par la Western Boatbuilding Company. C'est un navire à coque en bois lancé le 16 janvier 1950, il est mis en service le 18 février 1950 pour l'United States Fish and Wildlife Service. Puis il passe dans la flotte du  NOAA quand celui-ci est créé en 1970.
Le 50e anniversaire du John N. Cobb dans la flotte de la NOAA a été célébré en 2000. Il était le plus vieux navire de la NOAA quand il a finalement été mis hors service le 13 août 2008. Il a été remplacé par le NOAAS Oregon II (R 332) déjà en service depuis 1977.